# Dunhill Records
Dunhill Records est un label discographique américain, actif entre 1965 et 1975.

## Histoire
Le producteur et manager californien Lou Adler cofonde « Dunhill Recordings » en 1964 avec Bobby Roberts et Pierre Cossette. Ce n'est alors qu'une simple compagnie de production. Elle devient un label à part entière l'année suivante, distribué par ABC Records. Parmi ses artistes, ceux qui rencontrent le plus grand succès sont Barry McGuire avec le single Eve of Destruction et The Mamas and the Papas avec les singles California Dreamin' et Monday, Monday.
Adler vend Dunhill à ABC en 1966 pour aller fonder Ode Records (en). ABC-Dunhill est présidé par Jay Lasker. ABC continue à distribuer des disques sous l'appellation Dunhill jusqu'au milieu des années 1970, avec des artistes comme Three Dog Night ou Joe Walsh. Le nom « Dunhill » cesse d'être utilisé en 1975.